# Kościół św. Franciszka z Paoli w Rzymie
Kościół św. Franciszka z Paoli na Monti (wł. Chiesa di San Francesco di Paola ai Monti) – rzymskokatolicki kościół tytularny w Rzymie.
Świątynia ta jest kościołem rektoralnym parafii Santa Maria ai Monti, kościołem tytularnym oraz regionalnym kościołem Kalabrii. Opiekę nad kościołem sprawują eremici minimici.

## Lokalizacja
Kościół znajduje się w I Rione Rzymu – Monti przy Piazza San Francesco di Paola 10. Kościół wraz z przyległym klasztorem sąsiadują z bazyliką św. Piotra w Okowach.

## Patron
Patronem świątyni jest św. Franciszek z Paoli – włoski zakonnik, założyciel minimitów, żyjący w latach 1416-1507.

## Historia
Pochodzący z Kalabrii ksiądz zakupił średniowieczny pałac, a następnie przekazał go minimitom, którzy założyli w nim klasztor w 1623 roku. Ponieważ zakonnicy potrzebowali kościoła, został on wybudowany według projektu Orazio Torriani. Niestety, ze względu na zbyt szczupłe fundusze, powstała świątynia okazała się za mała. W 1645 roku Olimpia Aldobrandini przekazała pokaźną sumę pieniędzy na budowę większego kościoła. Prace rozpoczęto w 1650 roku pod kierunkiem Giovanni Pietro Morandi. Nowa świątynia stała się kościołem parafialnym.
W XVIII wieku wnętrze kościoła zostało ozdobione sztukateriami przez Luigi Barattone. Jego dziełem jest również fasada oraz przebudowa klasztoru. Kościół konsekrował 10 lipca 1728 roku papież Benedykt XIII. Istniejąca przy kościele parafia została zlikwidowana w 1824 roku. Dwa lata później świątynię odnowiono na polecenie papieża Leona XI.
W 1953 roku Cesare Minestra przeprowadził renowację kościoła. W 1999 roku kościół został ogłoszony regionalnym kościołem dla Klabrii.

## Architektura i sztuka

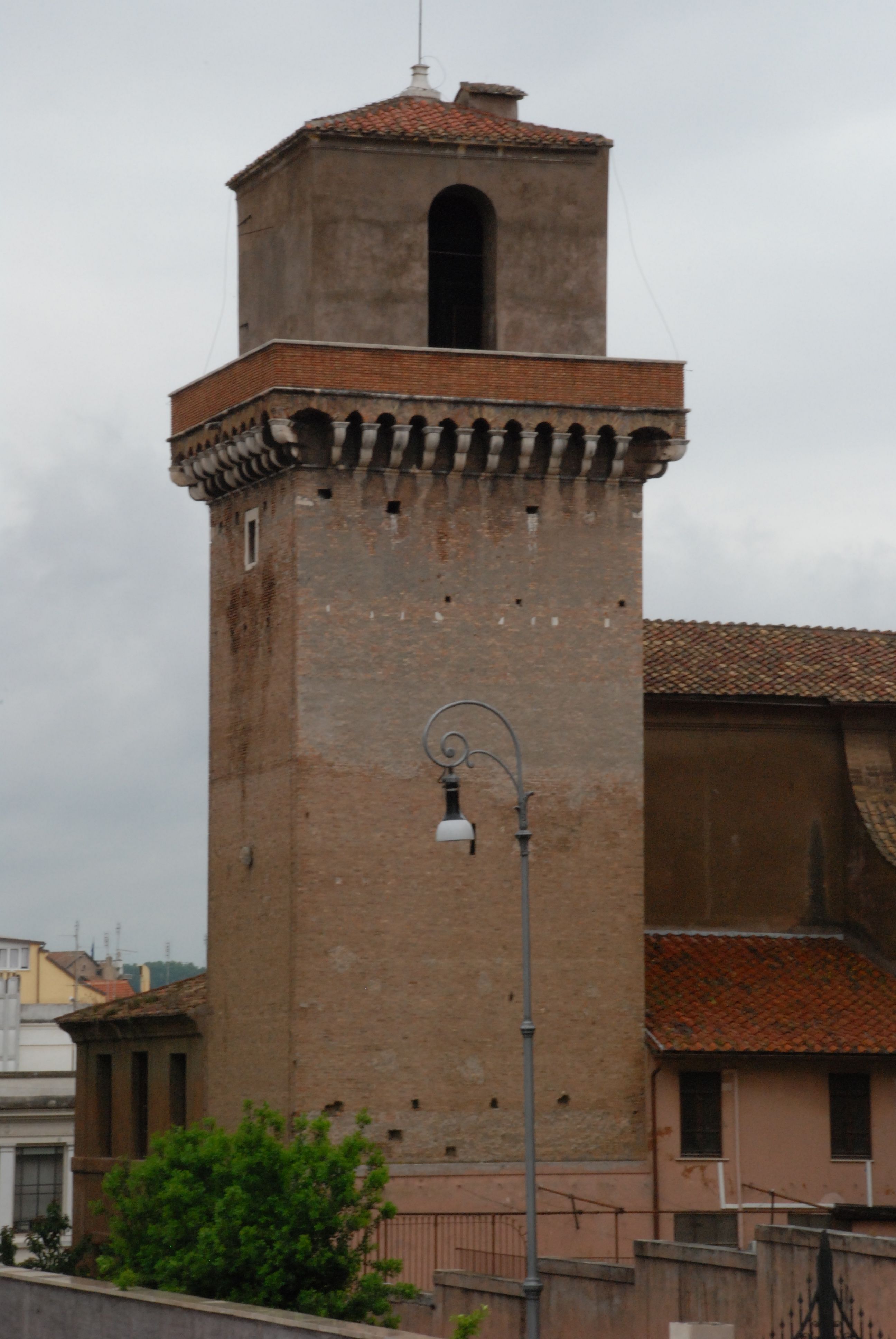
Torre dei Borgia

Dzwonnica kościoła powstała w wyniku przekształcenia XII-wiecznej wieży (nazywanej Torre dei Margani lub Torre dei Borgia). Pozostawiono na niej średniowieczny herb oraz machikuły.
Fasada jest dwukondygnacyjna, przy czym dolna kondygnacja jest z trawertynu, natomiast górna została pokryta tynkiem. Dolną część fasady zdobią sztukaterie z XVIII wieku. Wejście flankuje para półokrągłych kolumn kompozytowych podtrzymujących trójkątny fronton. Wysokie nadproże zdobi głowa putta z festonami. Środkowa część dolnej kondygnacji jest nieco wysunięta do przodu i otoczona przez dwie pary prostokątnych jońskich pilastrów o kapitelach ozdobionych głowami putt i festonami. W bocznych częściach umieszczono edykuły, a na narożach znajdują się kolejne jońskie pilastry. Pilastry tej kondygnacji podtrzymują belkowanie z pustym fryzem. W centralnej części drugiej kondygnacji umieszczono prostokątne okno z frontonem i mniejsze okrągłe okno powyżej.
Kościół zbudowano na planie prostokąta. Ma on jedną nawę z trzema kaplicami różnej wielkości po obu bokach, największe są kaplice środkowe.
Wśród zasługujących na uwagę dzieł sztuki:
- barokowy ołtarz główny projektu Giovanniego Antonio de Rossi (ok. 1655)
- cykl fresków Cuda św. Franciszka z Paoli, dzieło Giuseppe Bartolomeo Chiariego
- w zakrystii Objawienie Matki Bożej św. Franciszkowi z Paoli, dzieło Sassoferrato (1660)

### Kaplice boczne
Kaplica św. Joachima i Anny
Pierwsza kaplica po prawej stronie jest poświęcona św. Joachimowi i Annie, rodzicom Maryi. Wizerunek w ołtarzu jest dziełem Filippo Luzi. Freski na suficie są autorstwa Onofrio Avellino, panel z centralny przedstawia Apoteozę św. Anny. Po lewej stronie znajduje się drewniany krucyfiks z XVII wieku.
Kaplica św. Franciszka z Paoli
Druga kaplica po prawej stronie poświęcona jest św. Franciszkowi z Paoli. Aedicula pochodzi z 1700 roku. Obraz w ołtarzu przedstawia patrona kaplicy. Na sklepieniu i ścianach bocznych znajdują się freski Giuseppe Chiari. Sklepienie przedstawia świętego w chwale.
Kaplica św. Franciszka Salezego
Trzecia kaplica po prawej stronie poświęcona jest św. Franciszkowi Salezemu. Została ona ozdobiona freskami przez Antonio Grecoliniego. W ołtarzu przedstawiono patrona kaplicy składającego śluby tercjarskie.
Kaplica bł. Kacpra de Bono
Pierwsza kaplica po lewej stronie poświęcona jest bł. Kacprowi de Bono. W ołtarzu znajduje się wizerunek bł. Kacpra autorstwa Milione z 1787 roku. Kaplica była wcześniej dedykowana św. Józefowi i w ołtarzu dawniej znajdował się jego wizerunek autorstwa Onofrio Avellino. Malowidła na bocznych ścianach i sklepieniu są dziełem Pozzi – po prawej stronie Sen Józefa, po lewej Ucieczka do Egiptu, na sklepieniu Bóg Ojciec.
Kaplica św. Mikołaja Saggio
Druga kaplica po lewej stronie poświęcona jest św. Mikołajowi Saggio. Dawniej dedykowana była Niepokalanemu Poczęciu. Po beatyfikacji Mikołaja Saggio jego relikwie umieszczono w porfirowej urnie pod ołtarzem, ale zostały zabrane do sanktuarium w Paoli w 2010 roku. W ołtarzu znajduje się wizerunek patrona kaplicy, będący dziełem Francesco Manno z 1786 roku. Zastąpił on dzieło Stefano Pozzi. Na bocznych ścianach znajduje się Narodzenie i Pokłon Trzech Króli Pozzi, który również wykonał Wniebowzięcie w sklepieniu sufitowym.
Kaplica św. Michała
Trzecia kaplica po lewej stronie została dedykowana św. Michałowi. Znajduje się w niej polichromowany marmurowy ołtarz z obrazem przedstawiającym św. Michała Archanioła autorstwa Stefano Peruginiego. Pozostałe obrazy w kaplicy są autorstwa Giacomo Trigi.

## Kardynałowie diakoni
Kościół św. Franciszka z Paoli na Monti jest jednym z kościołów tytularnych nadawanych kardynałom-diakonom (Titulus Sancti Francisci a Paula ad Montes). Tytuł ten został ustanowiony 7 czerwca 1967 roku przez Pawła VI.
- Alexandre-Charles Renard tytuł prezbiterialny pro hac vice (1967-1976)
- Joseph-Marie Trịnh Như Khuê tytuł prezbiterialny pro hac vice (1976-1978)
- Pietro Pavan (1985-1994)
- Renato Raffaele Martino (2003-nadal)